# Triatlo nos Jogos Pan-Americanos de 1995
As competições de triatlo nos Jogos Pan-Americanos de 1995 em Mar del Plata, Argentina, ocorreram no dia 26 de março. O triatlo é um esporte que combina três modalidades distintas, nas quais os competidores disputam visando obter o melhor tempo geral. No total, 57 triatletas participaram dos dois eventos da modalidade.
No evento feminino, a norte-americana Karen Smyers conquistou a medalha de ouro. O pódio foi completado pelas canadenses Kristie Otto e Fiona Cribb, medalhistas de prata e bronze, respectivamente. No masculino, o Brasil venceu a competição com Leandro Macedo. Ele foi seguido pelo canadense Mark Bates e pelo argentino Oscar Galíndez.

## Eventos
O triatlo foi incluído no calendário pan-americano em 1993. Dois anos depois, os eventos foram programados para o dia 26 de março em Mar del Plata. A brasileira Susana Schnarndorf liderou a prova de natação, seguida pela norte-americana Gail Laurence. Esta última, manteve-se nas primeiras colocações, porém terminou fora do pódio. No ciclismo, a canadense Kristie Otto obteve o melhor desempenho, seguida por Karen Smyers e Gail. Smyers, contudo, ultrapassou Otto na última prova, conquistando o ouro. Fiona Cribb também ganhou uma posição na última prova, completando o pódio com a medalha de bronze. Já na transição da natação no masculino, o norte-americano Nataniel Llerandi assumiu a liderança com dezessete minutos e 25 segundos, mas perdeu posições no decorrer da prova. O argentino Oscar Galíndez terminou o ciclismo na primeira posição, ele se manteve no pódio ao terminar a prova na terceira posição, mas foi ultrapassado pelo brasileiro Leandro Macedo e o canadense Mark Bates.
| Pos.              | Triatleta                  | Tempo   |
| ----------------- | -------------------------- | ------- |
| Medalha de ouro   | USA Karen Smyers           | 2:04:51 |
| Medalha de prata  | CAN Kristie Otto           | 2:07:16 |
| Medalha de bronze | CAN Fiona Cribb            | 2:08:14 |
| 4                 | USA Gail Laurence          | 2:08:51 |
| 5                 | MEX Maria Luisa Martínez   | 2:09:41 |
| 6                 | CAN Lisa Bentley           | 2:11:39 |
| 7                 | MEX Maria del Carmen Ochoa | 2:11:58 |
| 8                 | ARG Silvana Calcagno       | 2:12:11 |
| 9                 | ARG Maria Virginia Coronel | 2:12:49 |
| 10                | USA Kelley Kwiatrowski     | 2:12:52 |
| 11                | BRA Márcia Ferreira        | 2:14:22 |
| 12                | ARG Ana Carina Tonsig      | 2:14:47 |
| 13                | COL Maria Morales          | 2:14:50 |
| 14                | BRA Aglaê Menezes          | 2:17:34 |
| 15                | BRA Susana Schnarndorf     | 2:17:34 |
| 16                | CRC Laura Mata             | 2:19:48 |
| 17                | CHI Maria Miño             | 2:20:20 |
| 18                | MEX Veronica Granados      | 2:22:45 |
| 19                | CHI Ana Maria Lecumberri   | 2:26:10 |
| 20                | PUR Fabiola Acaron         | 2:32:43 |
| 21                | ISV Joyce McKenzic         | 2:34:58 |
| 22                | GUA Olga Camey             | 2:39:42 |
|                   | COL Libia Gonzalez         | DNF     |
| CRC Karla Solis   | DNF                        |         |

| Pos.                   | Triatleta                   | Tempo   |
| ---------------------- | --------------------------- | ------- |
| Medalha de ouro        | BRA Leandro Macedo          | 1:51:14 |
| Medalha de prata       | CAN Mark Bates              | 1:51:36 |
| Medalha de bronze      | ARG Oscar Galíndez          | 1:52:10 |
| 4                      | MEX Ricardo Davila          | 1:52:24 |
| 5                      | USA Andrew Carlson          | 1:53:33 |
| 6                      | MEX Carlos Probert          | 1:53:54 |
| 7                      | CHI Matias Peña             | 1:54:01 |
| 8                      | MEX Ariel Garrigo           | 1:54:14 |
| 9                      | ARG Raul Lemir              | 1:54:24 |
| 10                     | MEX Bernardo Setina         | 1:57:20 |
| 11                     | COL Will Cargas             | 1:57:27 |
| 12                     | USA Nataniel Llerandi       | 1:58:04 |
| 13                     | CHI Ruben Arias             | 1:58:44 |
| 14                     | PER Carlos Lomba            | 1:58:54 |
| 15                     | COL Juri Estrada            | 1:58:59 |
| 16                     | COL Ricardo Cardeño         | 2:00:37 |
| 17                     | BRA Antônio Mansur          | 2:01:01 |
| 18                     | CHI Cristian Bustos         | 2:01:13 |
| 19                     | GUA Carlos Friely Paredes   | 2:05:20 |
| 20                     | HON Pablo Antonio Rubio     | 2:06:59 |
| 21                     | CRC Max Sevilla             | 2:07:40 |
| 22                     | CHI Claudio Cortes Cañas    | 2:10:39 |
| 23                     | CRC Jorge Rodríguez Sanchez | 2:10:57 |
| 24                     | COL Tim Byrne               | 2:12:24 |
| 25                     | BAR Wayne Edwards           | 2:13:57 |
| 26                     | GUA Rodolfo Carrillo        | 2:14:54 |
| 27                     | HON Fredy Guillen Rodríguez | 2:20:35 |
|                        | BRA Emerson Gomes           | DNF     |
| CAN Stefan Jakobsen    | DNF                         |         |
| USA Tim DeBoom         | DNF                         |         |
| HON Bernardo Gutierrez | DNF                         |         |
| CAN Stefan Jakobsen    | DNF                         |         |
| CAN Andrew MacMartin   | DNS                         |         |

Legenda
| Recorde mundial                  | Recorde mundial (World record)               |                       | Recorde africano                      | Recorde africano (African) |                                           | Q | Classificado por posição (Qualified) |
| Recorde dos Jogos Pan-Americanos | Recorde pan-americano (Pan-American record)  | Recorde da América    | Recorde da América (Americas)         | q                          | Classificado por melhor tempo (Qualified) |   |                                      |
| Melhor marca do ano              | Melhor marca do ano (World leading)          | Recorde asiático      | Recorde asiático (Asian)              | DNS                        | Não largou (Did not start)                |   |                                      |
| Recorde nacional                 | Recorde nacional (National record)           | Recorde europeu       | Recorde europeu (European)            | DNF                        | Não terminou (Did not finish)             |   |                                      |
| Recorde pessoal                  | Recorde pessoal do atleta (Personal best)    | Recorde da Oceania    | Recorde da Oceania (Oceania)          | DSQ / DQ                   | Desclassificado (Disqualified)            |   |                                      |
| Recorde da temporada             | Recorde da temporada do atleta (Season best) | Recorde sul-americano | Recorde sul-americano (South America) | NM                         | Sem marca (No mark)                       |   |                                      |

## Medalhistas
A triatleta norte-americana Karen Smyers ganhou a medalha de ouro na prova feminina, enquanto que as canadenses Kristie Otto e Fiona Cribb conquistaram, respectivamente, as medalhas de prata e bronze. Já a prova masculina terminou com a vitória do brasileiro Leandro Macedo; o pódio foi completado pelos triatletas Mark Bates (medalhista de prata) e Oscar Galíndez (medalhista de bronze).
| Evento    | Ouro                            | Prata                   | Bronze                       |
| --------- | ------------------------------- | ----------------------- | ---------------------------- |
| Feminino  | Karen Smyers USA Estados Unidos | Kristie Otto CAN Canadá | Fiona Cribb CAN Canadá       |
| Masculino | Leandro Macedo BRA Brasil       | Mark Bates CAN Canadá   | Oscar Galíndez ARG Argentina |

## Quadro de medalhas
Nesta edição, Brasil e Estados Unidos dividiram a liderança do quadro de medalhas, vencendo a prova masculina e feminina, respectivamente. No entanto, o Canadá foi o país com o maior número de medalhas conquistadas; o país ficou com as duas pratas distribuídas e também obteve um bronze. Por fim, Argentina, terminou com o bronze da prova masculina.
| Ordem | País               | Medalha de ouro | Medalha de prata | Medalha de bronze |   |
| ----- | ------------------ | --------------- | ---------------- | ----------------- | - |
| 1     | BRA Brasil         | 1               |                  |                   | 1 |
| 1     | USA Estados Unidos | 1               |                  |                   | 1 |
| 3     | CAN Canadá         |                 | 2                | 1                 | 3 |
| 4     | ARG Argentina      |                 |                  | 1                 | 1 |
| TOTAL | TOTAL              | 2               | 2                | 2                 | 6 |